# Sand in the Vaseline: Popular Favorites
Sand in the Vaseline: Popular Favorites (distribuito anche come Once in a Lifetime: The Best of Talking Heads) è un album discografico di raccolta dei Talking Heads pubblicato nel 1992.

## Tracce
Disc 1 - 1976-1983
1. Sugar on My Tongue (demo inedita, 1975) – 2:36
2. I Want to Live (demo inedita, 1975) – 3:23
3. Love → Building on Fire – 2:57
4. I Wish You Wouldn't Say That – 2:36
5. Psycho Killer – 4:20
6. Don't Worry About the Government – 3:00
7. No Compassion – 4:50
8. Warning Sign – 3:54
9. The Big Country – 5:30
10. Take Me to the River – 5:02
11. Heaven – 4:02
12. Memories Can't Wait – 3:31
13. I Zimbra – 3:07
14. Once in a Lifetime – 4:19
15. Crosseyed and Painless – 4:45
16. Burning Down the House – 4:01
17. Swamp – 5:13
18. This Must Be the Place (Naive Melody) – 4:56

Disco 2 - 1984-1992
1. Life During Wartime (Live) – 5:04
2. Girlfriend Is Better (Live) – 3:36
3. And She Was – 3:39
4. Stay Up Late – 3:53
5. Road to Nowhere – 4:20
6. Wild Wild Life – 3:40
7. Love for Sale – 4:32
8. City of Dreams – 5:08
9. Mr. Jones – 4:20
10. Blind – 5:00
11. (Nothing But) Flowers – 5:34
12. Sax and Violins – 5:18
13. Gangster of Love – 4:29
14. Lifetime Piling Up – 3:53
15. Popsicle – 5:19